# سارا استورر
سارا بتین استورر (زاده ۶ اکتبر ۱۹۷۳) خواننده، ترانه‌سرا و معلم سابق موسیقی کانتری استرالیایی است. او در ژانویه ۲۰۰۴ در جشنواره موسیقی کانتری تامورث موفق به کسب هفت جایزه گیتار طلایی شد و تا سال ۲۰۱۷ در مجموع ۲۱ جایزه را از آن خود کرد. سه آلبوم از شش آلبوم استودیویی او به اوج رسیده‌اند.
استورر عضو یک گروه موسیقی کانتری به نام پرندگان آوازخوان (۰۹–۲۰۰۷) در کنار بسی کول و جینا جفریس بوده‌است. برادر بزرگتر او، گرگ استورر، نیز خواننده و ترانه‌سرای موسیقی کانتری است و خواهر و برادر با هم ضبط و اجرا کرده‌اند.
سارا بتین استورر در اکتبر ۱۹۷۳ در ومن متولد شد، جایی که والدینش، لیندزی و فی استورر، گندم را در زمینی به وسعت ۵٬۰۰۰ جریب فرنگی (۲٬۰۰۰ هکتار) کشت می‌کردند.